# Union sportive Avranches Mont-Saint-Michel
Vous lisez un « article de qualité » labellisé en 2010.
Maillots
Actualités
| \| Avranches \| Localisation d'Avranches. |
| Avranches                                 |

L'Union sportive Avranches Mont-Saint-Michel, appelée jusqu'en 1990 Union sportive d'Avranches, est un club de football français basé à Avranches, dans le département de la Manche, et fondé en 1897.
Le club est d'abord omnisports, avant que le football ne devienne son unique activité. Après la Seconde Guerre mondiale, le club végète dans les divisions régionales avant d'accéder au niveau national en 1987. L'US Avranches connaît alors plusieurs montées successives, jusqu'à accéder en 1993 au championnat de National 1, l'élite amateur de l'époque. Dans les années 2000, le club stagne en CFA 2 avant de retrouver l'élite amateur du championnat de CFA lors de la saison 2009-2010. Le club compte également trois victoires en coupe de Basse-Normandie en 1992, 2007 et 2019.
L'équipe évolue depuis le début du XXe siècle au stade René-Fenouillère, du nom d'un ancien joueur fondateur du club, devenu par la suite capitaine de l'équipe de France et du FC Barcelone. La première école d'arbitres en France est ouverte par l'US Avranches à la fin des années 2000. Le club, présidé par Gilbert Guérin de 1990 à son décès en 2023, compte en 2019 489 joueurs et 80 joueuses licenciés.
L'équipe première, évolue en National 2 depuis la saison 2024-2025.

## Historique

### La création du club (1897)
Le football fut importé à Avranches par des jeunes immigrés britanniques. La région d'Avranches connaît une forte arrivée de population britannique autour des années 1850, qui importe sa culture et son mode de vie, fonde un club littéraire et un temple protestant. Ils aménagent un stade dans l'allée de Baffe où plusieurs records d'athlétisme sont établis à l'époque et où se disputent désormais des rencontres de football féminin. Le football n'est quand même pas complètement inconnu à Avranches, tous les ans depuis des siècles se joue à mardi gras une partie de soule, ancêtre du football, par l'évêque d'Avranches et les chanoines, armés chacun d'une crosse. Le coup d'envoi est donné par la grosse cloche de la cathédrale.
En février 1896, revenu d'Angleterre, Auguste Desclos, délégué général de la Cité Universitaire, crée, avec Paul Lebedel et l'appui du proviseur Henri Goujon, l’Association sportive du collège d'Avranches. Parmi les disciplines enseignées, on compte l'escrime, le tir et la gymnastique. Sous l'impulsion des trois créateurs de l'ASCA, le club omnisports se spécialise rapidement en football, dont les joueurs sont recrutés parmi les élèves de l'établissement.
Après un match à Rennes en 1896, les joueurs externes rentrent tard chez eux, sans doute après une troisième mi-temps. À la suite de plaintes de parents, les élèves-joueurs externes sont exclus de l'équipe, et créent sous l'impulsion d'Alexandre Legrand leur propre club en avril 1897 : l’Union sportive d'Avranches. Ils sont bientôt rejoints par d'autres jeunes du cru.

### Début du club (1897-1914)
L'Union sportive d'Avranches (USA) a pour premier président M. Barbe ; Alexandre Legrand, initiateur de la création du club, est lui nommé trésorier. Les couleurs choisies sont un maillot blanc orné d'une étoile rouge et un short noir. Le premier match du club a lieu à Vire contre la section sportive du collège local. La composition de l'équipe est la suivante : Henry Hay comme gardien de but, Ernouf et Tirant comme arrières, Henry Mahé, Paul Lebedel et Cornille comme demis, Louis Ameline, Eugène Richard, Renard, René Enguehard, Charles Hermange comme attaquants et Méhul comme remplaçant. Le capitaine de l'équipe est l'attaquant Renard. Une légende locale veut que la création du club francilien du Red Star soit inspirée par cette étoile rouge présente sur le premier maillot du club, sur l'initiative d'Avranchinais se retrouvant dans la capitale et dont le club qui venait de fonder jouait leur premier match avec des maillots de l'US Avranches.
Les adversaires habituels de l'USA sont locaux : l'AS Collège d'Avranches, l'AS Collège de Vire, l'AS Lycée de Coutances ou encore celui de Rennes. Plusieurs clubs sont créés par des anciens de l'USA au gré des déménagements et des services militaires. Parmi eux figurent notamment l'US Villedieu et l'équipe militaire du 193e régiment de Saint-Lô, ancêtre du Stade saint-lois. Le joueur le plus marquant des débuts du club est René Fenouillère, qui devient par la suite international français lors des Jeux olympiques de Londres et capitaine du club espagnol du FC Barcelone.
Le club devient rapidement omnisports et se rattache à l'union des sociétés françaises de sports athlétiques. En ce début de siècle, les Avranchinais s'opposent régulièrement à leurs voisins de Vire, Coutances, Saint-Lô et Villedieu.

### L'entre-deux-guerres dans l'anonymat (1914-1939)
La Première Guerre mondiale oblige le club à suspendre ses activités. Après la guerre, le 31 octobre 1919, le club dépose ses statuts d'association et est agréé sous le numéro 7 551. Il s'affilie à quatre fédérations sportives : le football, la natation, le basket-ball et l'athlétisme ainsi qu'une section de préparation militaire. C'est la section athlétisme qui obtient les résultats les plus notables, avec les athlètes Jean Blanchet et Jean Colliot, champion de Bretagne du 400 m haies en 1925. En 1926 une nouvelle section sportive est créée : le tir. Au cours des années 1920, la section basket-ball disparaît, remplacée par une section cycliste. Une équipe de jeunes d'Avranches tente de relancer la section basket-ball en 1927 pour un match contre le Dinard ASC, le résultat est sans appel : défaite 2 à 118.
Le football se joue, pour sa part, dans l'anonymat au terrain des Grèves. Contre des adversaires régionaux comme Granville, Vire, Villedieu, Saint-Hilaire-du-Harcouët ou encore Brécey. Malgré le manque d'archives sur le football de cette époque, on sait que le club fut finaliste du championnat de promotion de Basse-Normandie lors de la saison 1923-1924.

### L'USA pendant la guerre (1939-1944)
La première conséquence de la guerre est le renouvellement du bureau dirigeant du club, à la suite de la démission de certains cadres pour cause de mobilisation, notamment celle d'Alexandre Legrand, principal fondateur et président du club. La guerre n'empêche cependant pas le club de continuer ses activités, mais la section tir est suspendue et la préparation militaire est arrêtée. Une section escrime est créée en 1942.
Entre 1939 et 1940, le club dispute des matchs amicaux face à l'institut d'Avranches, à cause de la suspension des compétitions officielles de football. Ces rencontres amicales prennent fin à la suite de l'interdiction des supérieurs de l'institut de voir l'équipe composée de représentants affronter une société civile. En septembre 1941, les compétitions officielles reprennent : le club affronte alors les clubs de l'US Granville, l'Avenir de Mortain, l'US Genêts, l'US Saint-Hilaire, l'US Bacilly, le Stade saint-lois, l'ES Saint-jeannaise, Les Mouettes de Jullouville, l'US Saint-Pair, Les Patriotes Saint-James, l'US Ducey et l'AS Vire. Les déplacements ont alors lieu le plus souvent à bicyclette.
Le 24 mai 1942 a lieu la première assemblée générale depuis le 9 octobre 1938, afin de désigner un nouveau bureau. Henri Barde devient président et le club peut se remettre à travailler. Les conditions sont, malgré tout, précaires : les joueurs ne peuvent plus se laver après les matchs, les maillots sont en mauvais état. Le président du club fournit des « loups de mer » bleu marine de marque Petit Bateau, couleur encore utilisée par le club de nos jours. Quant à Petit Bateau, c'est probablement le premier sponsor du club. Des matchs de gala ont lieu en faveur des prisonniers de guerre : le 17 mai 1942, l'USA affronte le Stade rennais, club professionnel. Les joueurs de ce match sont Loue, Caratti, Courant, Lecœur, Sabadin, Lozac'hmeur, Deguelle, Lemoine, Hidrio, Avoine et Ruellou. Un match contre le Dèportivo Espagnol de Paris est organisé pour la même cause, le score est de 2-2.
La section athlétisme poursuit elle aussi son activité. Le principal fait d'armes de cette période est, en 1942, la chute du record de Normandie du 4 fois 100 mètres par les athlètes Vivier, Compagnon, Verdier et Auger. Les compétitions d'athlétisme ainsi que celles de natation sont interrompues en 1944.

### La reconstruction (1944-1951)
Après la libération, le club se reconstruit peu à peu. Le stade René-Fenouillère sert de dépôt aux décombres de la ville et est inutilisable. Un terrain de remplacement est tracé sur les prairies Lenormand, appelé stade de l'Ermitage. Pierre Chayriguès, gardien français renommé pour ses performances au long des années 1910 et 1920, ouvre le Café des Sports dans la ville. Le club envisage alors de le recruter comme entraîneur, mais l'affaire ne se conclut pas et Chayrigues tente alors de créer, sans succès, un club concurrent nommé le Red Star d'Avranches.
L'USA évolue après la guerre dans les divisions inférieures régionales, où il enregistre quelques succès, avec notamment, le 26 janvier 1946, une victoire 12-5 face au CS Coutances, que la presse locale attribue à l'abandon du WM. À la fin de la saison le club termine troisième du championnat de la Manche. La saison suivante, le club achève à la huitième place du championnat d'excellence, puis recrute Jean Lhermitte, entraîneur-joueur venu de Lannion. Cette même année le club s'ouvre au sport féminin avec la création de la section « femme sportive d'Avranches ».
Les autres sections sportives reprennent également la compétition. La section de basket-ball termine 8e au classement final du championnat d'Excellence. En athlétisme, même si aucun record ne tombe, quelques bonnes performances sont réalisées : 4 minutes et 15 secondes au 1 500 mètres, 1,70 mètre au saut en hauteur, ou encore 6 mètres 87 au lancer du poids féminin.

### Dans l'anonymat des divisions régionales (1951-1957)
Lors de la saison 1951-1952, le club évolue en première division de district de la Manche. L'équipe, dont Pierre Chayriguès est devenu l'entraîneur, réalise une première partie de championnat difficile (neuvième à la mi-saison) et termine septième. La saison suivante voit le club terminer quatrième du championnat. Le comité souhaite obtenir de meilleurs résultats et décide d'augmenter la taille de l'effectif, sans pour autant recruter de joueurs confirmés. Le problème vient notamment du gardien de but, car Barbier, le titulaire, a des obligations professionnelles incompatibles avec les déplacements. La saison démarre bien et le club prend même la tête du classement après une victoire cinq buts à un contre Saint-Lô en début d'année 1954. L'équipe ne quitte pas les avant-postes, et, à l'issue d'un match nul face à l'ASPTT Caen lors de l'ultime journée, le club remporte le championnat de première division de district départemental et monte en Promotion d'Honneur Ouest.
Le 12 août 1954, la Cité Valhubert brûle dans un incendie, toutes les licences des joueurs doivent être refaites avant le début de saison. Pierre Chayriguès demeure entraîneur et l'équipe se renforce avec l'arrivée de cinq nouveaux joueurs, dont Michel Feugère, stagiaire professionnel au FC Rouen. Le début de saison est difficile avec deux défaites sur le score de trois à zéro, face à Équeurdreville et Saint-Lô, puis une victoire quatre à zéro face à Villedieu. En cours de saison, l'ancien international Henri Tessier, ancien champion de France avec le Lille OSC, est engagé comme entraîneur-joueur. À la mi-saison, le club est onzième sur treize. La seconde moitié du championnat se passe mieux et le club remonte à la neuvième place à la fin du championnat. La saison suivante est quasi identique avec une dixième place au classement final.
En 1956-1957, le club remporte pourtant le championnat de promotion d'honneur devant Argentan, avec 14 victoires, 3 nuls et 5 défaites. Ce succès permet à l'USA d'accéder à division d'honneur de Normandie, plus haut niveau régional. Cette accession est fêtée en fin de saison avec l'organisation d'un match amical de prestige face au Stade de Reims, troisième du championnat de Division 1. Ce match permet au stade Fenouillère de faire le plein, malgré la défaite trois buts à un de l'équipe avranchinaise (doublé de Just Fontaine et un but de René-Jean Jacquet), renforcée à cette occasion de quelques joueurs de l'US Normande et de US Granville.

### Courts passages dans l'élite régionale (1957-1980)
En 1957-1958, le club évolue pour la première fois de son histoire en division d'honneur de Normandie. Il termine à la huitième place sur les treize clubs engagés, mais la saison se termine mal avec une défaite six buts à un face au club d'Évreux AC, lanterne rouge du classement. La saison suivante est médiocre pour l'US Avranches, rétrogradée en promotion d'honneur malgré une neuvième place obtenue à la fin de la saison. Le club quitte la division d'honneur sur une lourde défaite cinq buts à zéro à l'US Fécamp.
De retour en promotion d'honneur lors de la saison 1959-1960, le club souhaite remonter en division d'honneur au plus vite et recrute dans ce sens plusieurs joueurs. Il termine pourtant le championnat à la cinquième place. Les années suivantes, le club flirte tous les ans avec la montée sans jamais l'obtenir. Quatrième en 1961, cinquième la saison suivante malgré un recrutement important, troisième en 1963, second en 1964. Il faut attendre l'année 1968 pour voir le club retrouver l'élite régionale : dans un parcours très positif, l'USA étrille à plusieurs reprises ses adversaires (Flers quatre buts à zéro, Coutances cinq buts à zéro, Bayeux sept buts à zéro, l'US Normande dix buts à un) et termine champion avec cinq points d'avance sur le second, la réserve du SM Caen. Malgré ce titre, un match de barrage aller-retour doit être disputé avec l'US Alençon pour pouvoir jouer en division d'honneur de Normandie la saison suivante. Les deux matchs sont bien négociés par les Avranchinais qui battent l'US Alençon par deux fois (cinq buts à trois et quatre buts à un). Pour fêter cette accession, l'équipe est reçue officiellement à la mairie de la ville.
Pour ce retour dans l'élite régionale après dix ans d'absence, le club peine à éviter la zone de relégation lors de la première partie du championnat. Se reprenant en fin de saison, l'équipe accroche au classement final une septième place, doublée d'une demi-finale en coupe de Normandie perdue face au CS Alençon. Autre fait notable, le 25 janvier 1969, le joueur avranchinais Philippe Redon est sélectionné en équipe de France juniors pour le match face à la Belgique. Il y marque un but, puis est sélectionné pour les matchs suivants contre les Pays-Bas et la Suisse.
En 1969-1970, le club évolue en division d'honneur pour la seconde année consécutive. La saison commence bien, puisqu'au début de l'année 1970 le club est sixième. Philippe Redon commence sa saison le 9 novembre 1969 et se montre important tout au long de la saison. La seconde partie du championnat est plus difficile. La relégation est évitée de justesse, avec une dixième place obtenue au classement final, à trois points du premier relégable. Cette fin de saison est marquée par des conflits dans le comité directeur qui démissionne avant de revenir sur sa décision, contre l'avis de la majorité des joueurs. Ces derniers mettent en place, début juillet, un nouveau comité directeur.
Dans ce contexte houleux, le club entame sa troisième saison consécutive dans l'élite régionale. Elle débute mal car au mois de novembre le club n'a toujours pas gagné en championnat. À la fin des matchs aller, il est avant-dernier du classement. Malgré un regain de forme au printemps, avec la prise de huit points en trois matchs, le club est officiellement relégué après une défaite quatre buts à un face à la réserve de l'US Quevilly et termine de façon catastrophique le championnat avec des défaites dix buts à zéro face à l'AS Cherbourg et onze buts à zéro face au FC Dieppe. L'union termine à une onzième et avant-dernière place au classement final. Comme la saison passée, l'assemblée générale du club est houleuse avec la menace du comité directeur de démissionner.
Pour la saison 1971-1972, le club retrouve la promotion d'honneur après trois années passées dans l'élite régionale. La saison débute bien avec une victoire quatre buts à zéro face à Livarot et une série de victoires jusqu'à la fin de l'année. Les résultats sont un peu moins bons par la suite et le club est relégué en milieu de classement. L'équipe se reprend en début d'année avec une série de trois victoires consécutives qui lui permettent de se retrouver fin mars à un point du second, mais à la suite d'un dernier match mal géré à Livarot elle doit se contenter de la septième place au classement final. La saison suivante se caractérise au départ par une série de défaites et de matchs nuls qui mènent le club à une peu reluisante avant-dernière place au mois de décembre. L'année 1973 est meilleure et permet au club de remonter au classement final. La saison 1973-1974 commence mieux avec une première place au classement, à la suite d'une victoire trois buts à deux sur le Bayeux FC, place occupée par l'équipe jusqu'en décembre. Par la suite, le club flirte avec la première place tout au long de la saison, mais de moins bonnes prestations lors des dernières journées le font terminer à la quatrième place. Cette saison-là, les pupilles se mettent en valeur en réalisant un doublé coupe-championnat de la Manche. Les années suivantes, le club végète en promotion d'honneur, qui devient la division d'honneur régionale en 1975, sauvant même leur peau dans cette division en 1977 lors d'un match de barrage face à Yainville (zéro à zéro puis victoire cinq buts à un). Lors de l'assemblée générale du club en mai 1977, un déficit de 23 000 francs est annoncé. Il sera par la suite comblé grâce à une subvention municipale visant à préserver le club. La mairie annonce aussi l'ouverture d'un nouveau terrain en septembre (actuel terrain R. Clouet) ainsi que l'aménagement d'un nouveau terrain d'ici trois ans (actuel terrain A. Nativelle). Les saisons suivantes, le club finit en milieu de classement. Lors de cette période, ce sont les minimes qui obtiennent les meilleurs résultats dans leur championnat, laissant entrevoir des espoirs pour le futur. Lors de la saison 1979-1980, la Ligue de Basse-Normandie dont dépend le club, est créée. Le club est intégré dans une nouvelle division d'honneur régionale (DHR), amputée des clubs de Haute-Normandie. Dans un championnat plus faible, le club est au coude à coude durant toute la saison avec l'AS Tourlaville. Malgré une victoire face à son rival, le club perd le titre mais parvient à monter en division d'honneur de Basse-Normandie, dix ans après l'avoir quittée. Cette saison permet l'intégration de nombreux jeunes en équipe première.

### L'ancrage dans l'élite régionale (1980-1987)
Pour son retour en division d'honneur lors de la saison 1980-1981 après dix années d'absence, le club termine à une encourageante sixième place. Jamais au cours de son histoire le club avranchinais n'avait obtenu un tel classement. Ce record n'est pas confirmé la saison suivante, où le club se sauve en division d'honneur de justesse avec un point d'avance sur le premier relégable et une dixième place peu glorieuse.
Pour la saison suivante 1982-1983, le club décide de se renforcer afin de consolider sa position en division d'honneur. C'est dans ce sens que sont recrutés plusieurs joueurs ayant l'expérience de ce niveau, ainsi qu'Yvon Ménard en provenance du Stade rennais FC. Ce recrutement porte ses fruits, car le club avranchinais joue les premiers rôles tout au long de la saison, manquant la montée de peu en terminant à une quatrième place. C'est également à cette place que le club termine la saison 1983-1984, loin de l'AS PTT Caen Football qui monte alors en division nationale.
Au milieu des années 1980, le club joue pour la première fois de son histoire dans le haut du classement de la division d'honneur. Une tendance qui se confirme lors des saisons 1984-1985 et 1985-1986, où le club termine troisième,. Il se renforce de manière à jouer la montée en division nationale. Des joueurs de l'AJ Auxerre et du Stade rennais FC, alors en Division 1, sont ainsi recrutés.
Pour la saison 1986-1987, l'entraîneur Pierre Leresteux quitte le club pour prendre la présidence du club de Saint-Lô. Avranches doit recruter un entraîneur salarié et le choix se porte sur Bernard Maccio. Côté recrutement, un seul joueur est en provenance de la division inférieure (Promotion d'Honneur), mais plusieurs départs sont à déplorer. En raison de ce recrutement, l'US Avranches ne fait pas partie des favoris au début de la saison. Pourtant à la mi-saison, l'US Avranches prend la tête du championnat à la différence de buts, ayant marqué deux fois plus que la Condé-sur-Vire, son concurrent direct. Trois points seulement séparent les deux clubs lors du match retour à la Condé-sur-Vire. Soutenu par des supporters ayant fait le déplacement en bus, le club s'impose deux buts à zéro. Une montée en Division 4 est officiellement acquise avant le dernier match de la saison contre Argentan, qui voit l'US Avranches marquer trois buts après avoir été menée deux buts à zéro à une demi-heure de la fin. Avec ce titre, l'équipe accède en Division 4, performance inédite.

### Découverte du championnat national (1987-1993)
Pour cette première saison en championnat national, le club est intégré dans le groupe B de la Division 4. Ses adversaires sont aussi bien des clubs Bas-Normands que Haut-Normands et Franciliens. L'USA se renforce en recrutant des joueurs de division d'honneur, à l'exception du burkinabé Joseph Konboro qui arrive au mois de novembre 1987 en provenance du Thouars Foot 79. Cette saison commence avec un premier match contre le FC Saint-Leu favori du groupe, un match remporté un but à zéro par le club avranchinais grâce à une tête d'Éric Vallaeys à la 70e minute. Dans la foulée de cet exploit, le club enchaîne une série de bons résultats qui lui permet d'être leader du groupe à la sixième journée. À la trêve hivernale, le club est cinquième à un point du premier : la réserve du FC Rouen. Le 26 mars, l'US Avranches joue son premier match en nocturne contre le Bayeux FC. Cette saison se termine avec une cinquième place au classement final pour le club avranchinais.
Pour la saison 1988-1989, le club joue sa seconde année consécutive en Division 4. Le recrutement se base sur un mélange de joueurs confirmés et de joueurs venant de divisions inférieures. Le club subit un coup dur lors de la 6e journée, avec la rupture des ligaments croisés du gardien de but Frédéric Rault, indisponible jusqu'à la fin de la saison. Une septième place ponctue la saison dont les deux grands moments sont une victoire cinq buts à deux contre le leader de l'OC Châteaudun et six buts à zéro contre l'US Alençon lors du dernier match à domicile, avec cinq buts d'Éric Vallaeys qui termine meilleur buteur de la compétition avec quinze buts. En Coupe de France, le club est éliminé aux tirs au but en tour préliminaire par le club de Division 2 du Touquet AC.
La saison 1989-1990 débute par un drame, le buteur Éric Vallaeys se tue dans un accident de plongée sous-marine. Malgré ce deuil, un bon départ permet au club d'accrocher la seconde place à un point du leader lors de la neuvième journée. Tout au long de la saison, le club est à la lutte avec l'AS Poissy pour la seconde place, montante en Division 3. À la 24e journée (sur 26), le club bat son concurrent direct deux buts à zéro. Le club avranchinais revient à deux points de la deuxième place occupée par son adversaire et possède un meilleur goal average. Si la 25e journée voit le succès des deux formations, dont celle de l'USA face au troisième du championnat l'USM Malakoff, la 26e journée décisive voit l'AS Poissy s'incliner à Malakoff et l'USA gagner à l'Mondeville. L'US Avranches dépasse ainsi le club francilien au goal average. L'ascension de l'US Avranches dans la hiérarchie du football français se poursuit avec la découverte de la Division 3.
Le club gagne une nouvelle notoriété avec cette montée. Il est alors décidé de rebaptiser le club du nom de l'Union sportive Avranches Mont-Saint-Michel, du fait de sa proximité avec le Mont-Saint-Michel, afin de ne plus confondre la ville d'Avranches avec celle d'Arromanches connue pour le débarquement en Normandie. Le baptême officiel a lieu à la mairie d'Avranches le 29 septembre 1990 (jour de la Saint-Michel) avec pour parrain Michel Hidalgo, ancien entraîneur de l'équipe de France championne d'Europe en 1984. La première saison du club en National 3 se déroule tranquillement avec une septième place au classement final. Dans le cadre de la coupe de France, le club se déplace à Kourou en Guyane, pour affronter le FC Kourou lors du huitième tour. Le déplacement est difficile avec plusieurs incidents (absence de ballon à l'entraînement, cage de but non conforme) ainsi que des déclarations provocatrices de la part de l'entraîneur du FC Kourou. Malgré ce climat, les Avranchinais l'emportent trois buts à zéro et se qualifient pour les 32e de finale pour la première fois de leur histoire.
Le tirage au sort offre au club de jouer le FC Sochaux-Montbéliard pensionnaire de Division 1. Le match est joué au stade René-Fenouillère, devant 6 000 à 7 000 spectateurs, ce qui constitue un record. Il voit la défaite des Avranchinais par deux buts à un, alors qu'ils mènent au score pendant une bonne partie du match à la suite de l'ouverture du score à la 28e minute par Patrick Leclercq. Il faut attendre la 58e minute pour voir les Sochaliens revenir au score par Chérif Oudjani. Les Avranchinais ne peuvent plus inquiéter les Sochaliens et à la 79e minute Franck Priou donne l'avantage au Franc-Comtois. Malgré la défaite, le club fait une bonne opération car grâce aux recettes accumulées avec ce parcours, il parvient à construire un club house.
La saison suivante le club termine à la 12e place mais l'événement est la victoire en coupe de Basse-Normandie en finale contre l'AS Cherbourg sur le score de deux buts à zéro. La saison 1992-1993, marquée par le départ de plusieurs jours clé, est un tournant pour le club. Tout est alors à reconstruire pour l'entraîneur qui vise désormais ouvertement la montée en division supérieure. Dans ce sens, plusieurs anciens joueurs professionnels rejoignent les rangs de l'équipe, ainsi qu'un joueur anglais. En raison d'une réorganisation des divisions inférieures cette année-là, les quatre premiers de Division 3 peuvent prétendre à la montée (le premier joue des barrages qui lui permettent d'accéder directement à la Division 2) en National 1 nouvellement créé. Si le Stade briochin fait la course en tête toute la saison (et accède après barrages en Division 2) la bataille est âpre pour accéder en National 1, et après une victoire sur la réserve du FC Nantes lors de la dernière journée le club accroche la 3e place synonyme de montée en National 1.

### Dans l'élite amateur (1993-1998)
Pour la saison 1993-1994, le club intègre le premier championnat de National 1. Cette compétition, divisée en deux poules géographiques, regroupe les meilleurs clubs amateurs. Plusieurs départs de joueurs importants ont lieu à l'intersaison comme Patrick Leclercq qui prend sa retraite, Christophe Louvet pour raisons professionnelles, Sébastien Gautier qui retourne au Stade lavallois et surtout Jean-Luc Pennec qui prend en charge l'équipe B. Le premier match est remporté à domicile face au rival de l'AS Cherbourg sur le score de deux buts à zéro. Sur la lancée de ce succès, le club ne connaît qu'une seule défaite contre le Stade Quimpérois lors des neuf premiers matchs. La suite du championnat, plus difficile, permet néanmoins à l'USAMSM de se sauver à deux journées de la fin grâce à une victoire sur l'US Fécamp et de terminer à la 12e place. La saison suivante, le club termine une nouvelle fois 12e et la saison d'après à la 15e place.
L'année du centenaire, en 1996-1997, voit une réorganisation du football français pour la saison suivante. Le championnat National 1 fusionne en une seule poule semi-professionnelle, ce qui fait que dix clubs de National 1 descendent en CFA à la fin de la saison. Au club, on ne se fait guère d'illusion sur un éventuel maintien en National et on parle d'une « saison de transition » pour préparer la suivante en CFA. Malgré un bon départ, l'équipe ne réalise pas de miracle et la 14e place finale relègue l'USAMSM en championnat de France amateur (CFA).
La mauvaise période du club se poursuit la saison suivante. Dans le groupe D du championnat CFA, le club avranchinais termine 17e et avant-dernier et descend en CFA 2. Seule consolation, le club figure devant son rival cherbourgeois au classement, Cherbourg terminant 18e et dernier du groupe.

### Stagnation en seconde division amateur (1998-2009)
En CFA 2, la cinquième division française, le club est bien décidé à se remettre de ces deux descentes consécutives. Plusieurs recrues arrivent à la trêve et l'équipe termine à septième place. Cette relative mauvaise saison peut être imputée aux graves blessures de plusieurs joueurs cadres de l'équipe comme Yannick Le Guen, Stéphane Royer et Yoann Guemas. Pour la saison 1999-2000, le club fait un recrutement important en faisant venir Jean-Pierre Fiala et Joseph M'Barga (en décembre pour le second), deux Camerounais qui ont joué la coupe du monde 1994 aux États-Unis avec l'équipe du Cameroun pour le premier et les éliminatoires pour le second.
L'USAMSM prend un mauvais départ en championnat et ne parvient pas à renouer durablement avec la victoire, malgré plusieurs « cartons » comme un sept buts à deux contre la réserve du Stade lavallois, un sept buts à un contre le FC Flers et un six buts à un sur le terrain du Stade briochin. L'équipe finit 7e. Les saisons suivantes permettent un ancrage du club en CFA 2, sans que jamais il ne se fasse d'illusions sur une éventuelle montée en CFA. Le club se situe le plus souvent en milieu de tableau. En 2004, le club termine cinquième, la meilleure place de son histoire dans cette division, loin du leader de l'USON Mondeville et de la montée en CFA. En 2007 le club remporte sa seconde coupe de Basse-Normandie en battant en finale le SU Dives-sur-Mer aux tirs au but.
Lors de la saison 2008-2009, le club remonte finalement en championnat de France amateur en accrochant la seconde place de son groupe et la troisième meilleure des huit groupes confondus, synonyme de montée en division supérieure. La saison suivante, le club se fait remarquer lors du mercato en recrutant Sylvain Didot et Yoann Bourillon, récents joueurs de Ligue 2.

### Accession à la première division amateur (2009-2014)
La première saison du club en championnat de France amateur, lors de la saison 2009-2010 se termine à la 15e place. Lors de la saison 2011-2012, le club se hisse à une très belle 3e place dans son groupe. Mais la délivrance arrive lors de la saison 2013-2014 où le club termine premier de son groupe avec 7 points d'avance sur le second et accède donc au championnat de France de football National
.

### En National (2014-2024)
Le club d'Avranches dispute sa première saison en National lors de la saison 2014-2015. Le club effectue un très bon départ et à la fin de la 11e journée, Avranches pointe à la 2e place du classement, à égalité de points avec le leader Paris FC. Le bon parcours du club en coupe de France (qui atteint les seizièmes de finale) et l'accumulation de matchs aboutissent à une chute au classement et l'USA termine finalement 10e.
Le 1er mars 2017, alors qu'il est toujours pensionnaire de National, le club atteint les quarts de finale de la coupe de France pour la première fois de son histoire en battant le RC Strasbourg (1-1 après prolongation, 6-5 aux tirs au but). Il affronte le Paris Saint-Germain au stade Michel-d'Ornano de Caen et s'incline 0-4.
La saison 2017-2018 débute très bien car en huit matches, il n’y a eu qu’une défaite. Malgré cela, l'US Avranches ne monte pas en ligue 2 et reste en national la saison suivante à la suite d'une cinquième place. Lors de la saison 2018-2019, le club n’est battu à domicile que 4 fois mais malgré cette performance, l’US Avranches est 8ème et ne monte pas en ligue 2. L'Union sportive d’Avranches termine la saison 2019-2020 à la 4e place. Le championnat est arrêté pour cause de Covid-19. Les trois saisons suivantes sont moins bonnes puisque le club termine dans la deuxième partie du tableau. Le club obtient en 2022-2023 un 9e maintien consécutif, malgré la réforme des compétitions qui entraine la relégation de six clubs cette saison là. Le 20 octobre 2023, l'emblématique président Gilbert Guérin, au club depuis la fin des années 1980, décède,.
L'US Avranches termine 15e sur 18 lors de la saison 2023-2024 et redescend en National 2.

### En National 2
L'US Avranches retrouve le championnat de National 2 lors de la saison 2024-2025 avec Michel Audrain comme entraîneur, auquel succède Cédric Hengbart la saison suivante.

## Image et identité

### Couleurs
Les deux couleurs historiques du club sont le bleu et le blanc.

### Logos

Ancien logo.
Logo actuel.

## Palmarès et résultats

### Titres et trophées
Le club doit attendre 57 ans après sa création pour remporter son premier titre officiel : le championnat de district (niveau départemental) de première division en 1954. Ce titre lui permet d'accéder à la division supérieure, la Promotion d'Honneur, le plus petit échelon régional. Trois ans plus tard, alors qu'il n'est pas favori, il remporte le titre de champion de promotion d'honneur et accède donc à la division d'honneur, l'élite régionale. En 1968, redescendu en promotion d'honneur après deux années en Division d'Honneur, il remporte de nouveau le titre de champion, après un titre de vice-champion en 1964, et remonte en Division d'Honneur. Il végète pendant plusieurs années dans les bas-fonds des divisions régionales, après une descente de Division d'Honneur de 1971, jusqu'en 1980 où il remporte le titre de vice-champion de division d'honneur régionale, créée quelques années auparavant. Ce titre de vice-champion lui permet de jouer en division d'honneur la saison suivante.
En 1987, le club remporte la division d'honneur et le droit de jouer, pour la première fois de son histoire, dans les divisions nationales, en l'occurrence en Division 4. Un titre de vice-champion trois ans plus tard lui permet l'accession en Division 3. Depuis le club navigue dans les divisions amateurs nationales, remportant uniquement un titre de vice-champion de CFA 2 en 2009 et le droit d'accéder au championnat de CFA, l'élite amateur. Si le club ne remporte plus de trophée en championnat, il garnit son armoire à trophée de deux coupes de Basse-Normandie en 1992 et 2007.
| Compétitions nationales | Compétitions régionales |
| --- | --- |
| - Championnat de France D3 - Meilleure performance : 4e en 2020 - Championnat de France D4 (1) - Champion : 2014 - Coupe de France - Meilleure performance : quart de finale en 2017 | - Division d'Honneur Basse-Normandie (1) - Champion : 1987 - Coupe de Basse-Normandie (2) - Vainqueur : 1992, 2007 et 2016 |

### Épopée en Coupe de France
Le club doit attendre 1987 pour réaliser une première performance notable en Coupe de France. Le club est présent pour la première fois de son histoire au dernier tour préliminaire de la Coupe de France où le tirage au sort lui donne comme adversaire l'équipe professionnelle du Touquet AC, alors en deuxième division. Le match se joue à Avranches. Rapidement menée au score, l'équipe parvient à égaliser avant qu'Olivier Joba ne rate à la dernière minute de jeu l'occasion de prendre l'avantage, lors d'un face-à-face avec le gardien du Touquet. La prolongation ne donne rien et la séance de tirs au but est fatale au club. L'année suivante, l'US Avranches est surprise par le rival départemental, l'US Granville, qui évolue alors une division en dessous de l'US Avranches. Menant au score par deux buts à zéro à la mi-temps, l'équipe de Granville parvient à égaliser en seconde mi-temps avant de triompher lors de la séance de tirs au but.
En 1990-1991, le club brille encore en Coupe de France dontil atteint pour la première fois les 32e de finale, après avoir éliminé notamment les clubs de Condé sports et du CA Lisieux alors en quatrième division, le SC Bernay alors en Division d'Honneur et le club guyanais du FC Kourou. Ce dernier match est disputé en Guyane dans une ambiance typiquement sud-américaine. Le tirage au sort des 32es de finale oppose le club à un pensionnaire de première division, le FC Sochaux-Montbéliard. C'est la première fois que l'US Avranches affronte un club de l'élite. Le match se joue le samedi 9 mars 1991 à 17 heures au stade René-Fenouillère d'Avranches. L'évènement est énorme pour la ville qui est à l'occasion repeinte aux couleurs bleu et blanc du club. Les dirigeants doivent faire monter des tribunes provisoires pour que le stade passe de 1 000 places à 8 000 et ainsi accueillir presque toute la ville d'Avranches qui compte à l'époque 9 000 habitants. Devant 7 823 spectateurs, les joueurs de l'US Avranches parviennent à faire jeu égal avec les professionnels du club franc-comtois, ouvrant même le score à la 10e minute de jeu par Patrick Leclercq qui reprend de la tête un centre de Christophe Duboscq. À la 59e minute, Chérif Oudjani égalise, puis à dix minutes de la fin du match le même joueur permet au club professionnel de prendre l'avantage et de se qualifier pour tour suivant.
L'année suivante, le club se retrouve de nouveau au dernier tour préliminaire de la coupe de France où il affronte l'US Créteil, club de deuxième division. Le club est éliminé à ce stade de la compétition malgré une ouverture du score de Stéphane Royer sur un coup franc de 35 mètres. La saison 1993-1994, voit une nouvelle humiliation en coupe, le club est éliminé par l'US Saint-Malo, qui évolue alors une division en dessous. Alors qu'ils mènent au score trois buts à un et que les joueurs de Saint-Malo sont réduits à neuf, les joueurs de l'US Avranches s'effondrent et permettent aux joueurs de Saint-Malo d'égaliser à trois partout et de se qualifier aux tirs au but. Les tirs au but s'étaient déjà révélés fatals au club l'année précédente quand l'AS Cherbourg l'avait éliminé dès son entrée dans la compétition et lors de la saison 1994-1995, quand l'US Fécamp l'élimine à cet exercice, après que les Fécampois égalisent à la 90e minute du match.
La saison d'après, le club joue un tour de coupe à Pointe-à-Pitre en Guadeloupe pour affronter l'Arsenal de Petit Bourg qu'il élimine sur le score de un à zéro devant un stade plein à craquer. Au tour suivant, le club est encore une nouvelle fois éliminé aux tirs au but, cette fois par la GSI Pontivy dans un match à rebondissements où l'US Avranches mène au score avant d'être elle-même menée et d'égaliser dans les dernières minutes de la rencontre.
Lors de la saison du centenaire, le club joue de nouveau contre un club de Guyane, l'AJ Saint-Georges Cayenne, qu'il élimine deux buts à un après prolongation dans une ambiance une nouvelle fois survoltée. Cette même saison, le club atteint pour la seconde fois de son histoire les 32e de finale de la coupe de France et affronte l'US Fécamp, adversaire historique du club en coupe, qui se trouve dans la même division. Le match ce jour au stade René Gayant de Fécamp, l'équipe est accompagnée de 200 supporters qui ont fait le déplacement jusqu'en Haute-Normandie. Menés deux à zéro dès la 6e minute de jeu, les joueurs de l'US Avranches reviennent au score, puis encaissent un troisième but juste avant la mi-temps. Un quatrième but en seconde mi-temps assomme l'US Avranches qui malgré la réduction du score à quatre buts à trois ne peut arracher la prolongation.
Le club atteint les 32e de finale de la coupe de France lors de la saison 2004-2005 où il est éliminé sur le score de un à zéro après prolongation par l'US Boulogne-sur-Mer qui évolue à l'époque une division au-dessus de lui. Il faut attendre la saison 2006-2007, pour voir le club affronter de nouveau un club important, avec le match contre l'Amiens SC, évoluant en deuxième division. L'US Avranches ne fait pas illusion et est battue sèchement sur le score de trois à zéro. C'est encore un club de deuxième division qui élimine le club lors des 32e de finale de la saison 2007-2008 : le Dijon FCO gagne deux buts à zéro. La coupe de France 2010 est l'occasion pour le club d'une nouvelle épopée, qui le voit éliminer l'AS Mont-Dore, club de Nouvelle-Calédonie et le rival de l'AS Cherbourg sur le score de trois à zéro. Le club atteint pour la cinquième fois de son histoire les 32e de finale de la coupe de France, où il a une grosse occasion d'accéder pour la première fois de son histoire pour les 16e de finale en affrontant le club de l'Olympique de Saumur FC, club d'une division en dessous de l'US Avranches. Le match est une première fois reporté pour cause de neige, ce qui permet d'apprendre, avant que le match ne soit joué, que le vainqueur affrontera le club de première division du Stade rennais FC. Malgré tout, l'US Avranches est dépassé et perd un à zéro après prolongation (but à la 119e minute), ratant ainsi l'occasion d'affronter un deuxième club de première division après le FC Sochaux-Montbéliard en 1991. En 2012, le club est éliminé par le FC Luçon (1-2), un club du même groupe, qui affronte en 16e de finale l'Olympique lyonnais. Deux ans plus tard, le club atteint une septième fois le stade des 32es de finale et reçoit à cette occasion le RC Lens, club de Ligue 2. L'USA ouvre le score après la pause mais encaisse trois buts dans les dix dernières minutes.
Lors de la saison 2014-2015, l'US Avranches élimine Lorient (1-0), club de ligue 1, lors des 32e de finale. Elle est vaincue au tour suivant (16e de finale) par Metz, club de ligue 1, sur le score de 3-0 après prolongations.
Lors de la saison 2016-2017, l'US Avranches atteint les quarts de finale de la coupe de France pour la première fois de son histoire en battant le RC Strasbourg (1-1 après prolongation, 6-5 aux tirs au but). Il affronte le Paris Saint-Germain au stade Michel d'Ornano de Caen et s'incline 0-4.

## Personnalités du club

### Historique des présidents
Le premier président du club est Marcel Bardé. On connaît très peu de choses des présidents jusqu'au docteur Gendrot, après la guerre, qui succède à Henri Barbé. Avant cela, il est médecin au club et vice-président. Il est président pendant dix-sept ans en deux fois. Albert Nativelle, ancien joueur du club dans les années 1920 et 1930, lui succède et passe 11 ans à la présidence lui aussi en deux fois. À la suite de problèmes internes, un nouveau comité directeur est mis en place en 1970, Claude Masson en prend la présidence pour les trois saisons suivantes. Après des retours du docteur Gendrot et d'Albert Nativelle, c'est Rémi Guérin qui prend la présidence. Sous son impulsion, le club remonte en division d'honneur. Il est aussi à l'origine de la création de la foire aux antiquités et de l'installation des premiers panneaux publicitaires au stade. Son successeur, Thierry Lecardonel, permet au club de commencer sa montée en puissance. C'est lui qui commence à structurer le club en créant notamment la première école de football qu'il confie à Gérard Antoine qui lui succède à la présidence du club en 1985. C'est sous la présidence de ce dernier qu'un système d'éclairage est installé pour les matchs en nocturne. Président pendant deux années, Philippe Dupré travaille au développement de la foire aux antiquités.
Gilbert Guérin prend la présidence du club en 1990. Il est toujours le président de l'US Avranches en 2010. Ambitieux pour le club, il fait passer le club du statut amateur à semi-professionnel et fait construire le club House. Il décide d'arrêter les activités annexes du club comme la foire aux antiquités devenue peu rentable. Il meurt en exercice en 2023, alors que le club évolue sans discontinuité en National depuis 2014.
| Rang | Nom               | Période   |
| ---- | ----------------- | --------- |
| 1    | Marcel Barbé      | 1897-1907 |
| 2    | Victor Poisnel    | 1907-1914 |
| 3    | Armand Lebreton   | 1917-1940 |
| 4    | Alexandre Legrand | 1940-1943 |
| 5    | Eugène Dodier     | 1943–1944 |
| 6    | Henri Barbé       | 1944-1945 |
| 7    | Docteur Gendrot   | 1945-1960 |
| 8    | Albert Nativelle  | 1960-1970 |

| Rang | Nom                | Période   |
| ---- | ------------------ | --------- |
| 9    | Claude Masson      | 1970-1973 |
| 10   | Docteur Gendrot    | 1973-1975 |
| 11   | Albert Nativelle   | 1975-1976 |
| 12   | Rémi Guérin        | 1976-1981 |
| 13   | Thierry Lecardonel | 1981-1985 |
| 14   | Gérard Antoine     | 1985-1988 |
| 15   | Philippe Dupré     | 1988-1990 |
| 16   | Gilbert Guérin     | 1990-2023 |
| 17   | Nicolas Leroux     | 2023-     |

### Historique des entraîneurs

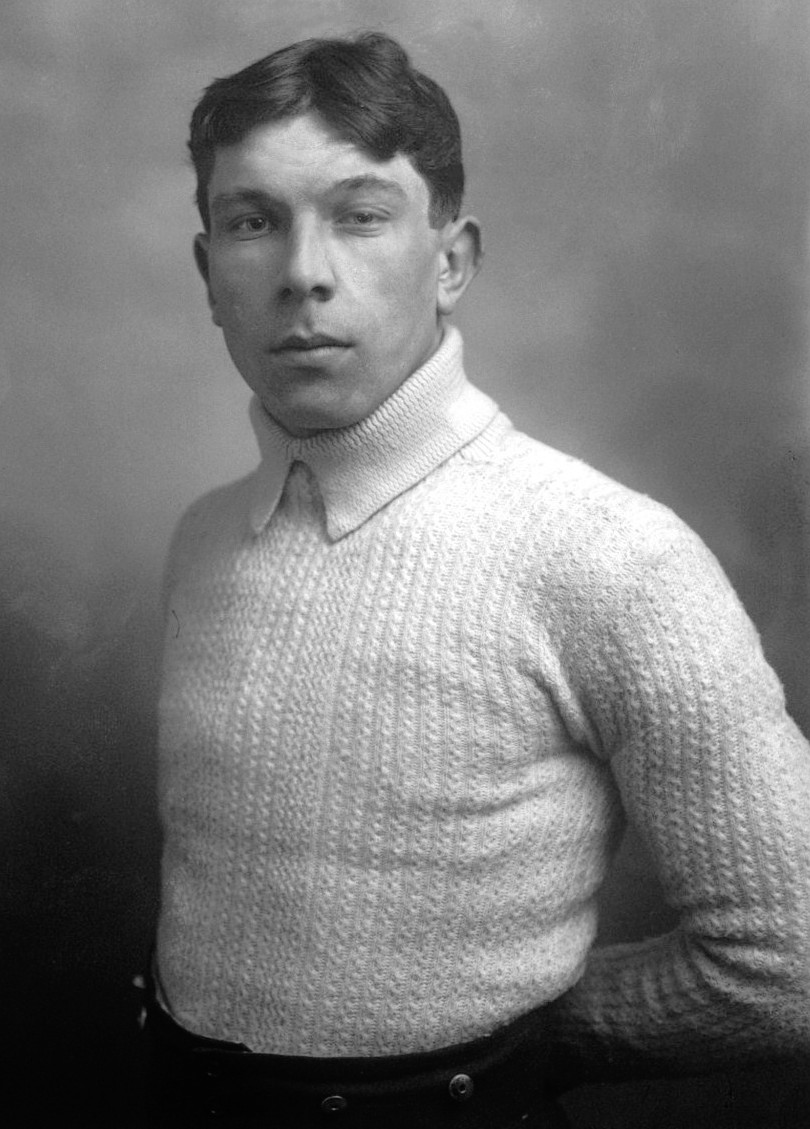
Pierre Chayriguès entraîneur du club entre 1952 et 1955

Le premier entraîneur connu au club est Jean Lhermitte lors de la saison 1947-1948 qui arrive comme entraîneur-joueur en provenance de Lannion. Si l'on ne sait pas en quelle année il quitte le club, son successeur arrive lui en 1952. Il s'agit de Pierre Chayriguès, grand gardien de but international des années 1910 et 1920, qui est appelé au chevet du club alors qu'il tient un café en ville. Il reste pendant quatre saisons et fait monter le club en promotion d'honneur.
En 1966, l'entraîneur est Lucien Vallaeys ancien footballeur au club qui reste pendant quatre ans et fait monter le club en division d'honneur. Gilles Hidrio reste un an à la tête du club la saison de la descente en promotion d'honneur en 1971. Lui succède Luis Borgo, entraîneur-joueur qui démissionne un an après. Roland Béatrix fait remonter le club en division d'honneur, puis Pierre Leresteux le stabilise dans cette division.
Bernard Maccio arrive en 1986. Sous son autorité le club passe de la division d'honneur au National 1, soit quatre promotions, il fait disputer de grands matchs de coupe de France au club, notamment un 32e de finale contre le FC Sochaux-Montbéliard, et remporte la coupe de Basse-Normandie. Ancien international junior et joueur professionnel, il est surnommé « le sorcier ». En 2010, après son départ de l'équipe première en 1997, il entraîne les moins de 18 ans du club.
Après le départ de Bernard Maccio, Bernard Maligorne lui succède, et est lui-même remplacé à la 21e journée de la saison 1998-1999 par Gilles Guillot. Se succèdent ensuite au poste d'entraîneur Yann Ruel, puis Bernard Maccio qui fait un retour pour quelques matchs, Richard Lecour pour finir la saison 2001-2002, Christophe Point et Jean-Noël Le Buzullier, mais aucun n'arrive à faire remonter le club en CFA. Le Serbe Živko Slijepčević, arrivé en 2008, y parvient lors de la saison 2009-2010.
| Rang | Nom               | Période   |
| ---- | ----------------- | --------- |
| 1    | Jean Lhermitte    | 1947-?    |
| 2    | Pierre Chayriguès | 1952-1955 |
| 3    | Lucien Vallaeys   | 1966-1970 |
| 4    | Gilles Hidrio     | 1970-1972 |
| 5    | Luis Borgo        | 1972–1973 |
| 6    | Adolphe Mamberta  | 1974-1978 |
| 7    | Roland Beatrix    | 1978-1981 |
| 8    | Pierre Leresteux  | 1981-1986 |
| 9    | Bernard Maccio    | 1986-1997 |
| 10   | Bernard Maligorne | 1997-1999 |
| 11   | Gilles Guillot    | 1999-2000 |
| 12   | Yann Ruel         | 2000-2001 |

| Rang | Nom                    | Période   |
| ---- | ---------------------- | --------- |
| 13   | Bernard Maccio         | 2001-2002 |
| 14   | Richard Lecour         | 2002      |
| 15   | Christophe Point       | 2002-2005 |
| 16   | Jean-Noël Le Buzullier | 2005-2007 |
| 17   | Živko Slijepčević      | 2008-2010 |
| 18   | Stéphane Mottin        | 2010-2012 |
| 19   | Richard Déziré         | 2012-2015 |
| 20   | Damien Ott             | 2015-2018 |
| 21   | Frédéric Reculeau      | 2018-2022 |
| 22   | Damien Ott             | 2022-2024 |
| 23   | Michel Audrain         | 2024-2025 |
| 24   | Cédric Hengbart        | 2025-     |

### Joueurs emblématiques
Le premier joueur véritablement emblématique du club est René Fenouillère. Présent lors de la naissance du club, il commence le football par la même occasion. Il quitte le club quelques années plus tard pour poursuivre ses études au Royaume-Uni. Devenant par la suite capitaine du tout jeune FC Barcelone dont il est le premier joueur français à porter les couleurs. Il devient également capitaine de l'équipe de France. Il disparaît tragiquement durant la Première Guerre mondiale. En son hommage, le stade porte son nom. Albert Nativelle rejoint le club en 1923. Évoluant en équipe première de 1924 à 1933, il devient par la suite arbitre, puis dirigeant du club. Des joueurs comme Pierre Courant et Georges Hidrio marquent les années d'après guerre par leur courage et leur efficacité offensive. Dans les années 1950, les joueurs algériens, Mohamed et Mustapha Abda deviennent sous les couleurs du club internationaux amateur et espoir et mettent à mal les défenseurs du grand Stade de Reims lors d'un match amical. De cette génération, Ali Gacem intègre le club alors qu'il est militaire à Granville. Présélectionné en équipe de France juniors, il reste au club malgré de nombreuses sollicitations et prend en main, à la fin de sa carrière de joueur, l'école de football.
Les années 1960 sont marquées par les frères Sévin : Yves, Michel, Paul et Jacques, qui ne joueront jamais ensemble au club. Michel Ravalet joue au club entre 1968 et 1978. Il est le joueur qu'il a le plus marqué le club durant cette période. Il manque de peu signer un contrat professionnel avec le FC Lorient. Jean-Paul Pottier fait, durant cette période, basculer les matchs à lui seul. Il devient international amateur et joue en seconde division avec le SM Caen. Jean-Louis Garnier, surnommé « Nano », fait toute sa carrière au club au poste de défenseur.
Avec les années 1970 et la montée en puissance du club, plusieurs autres joueurs marquent durablement le club. Parmi eux figure notamment Olivier Joba qui évolue au club entre 1973 et 1992, en particulier en équipe première à partir de 1979. Il devient par la suite capitaine emblématique du club et connaît toutes les montées de la division d'honneur régionale à la Division 3 avant de partir au FC Saint-Lô Manche en juin 1992. L'autre joueur emblématique de la fin des années 1970 est Éric Vallaeys qui évolue au club entre 1979 et 1989. Meilleur buteur de division d'honneur en 1987 et de Division 4 en 1989, champion universitaire de saut en longueur, il pratique à un haut niveau plusieurs sports comme l'athlétisme, l'haltérophilie, la voile et la plongée sous-marine. En football, il est sélectionné en équipe de France juniors. Il décède tragiquement lors d'un accident de plongée sous-marine durant l'été 1989. En hommage à ce buteur qui régale pendant dix ans les supporters du stade René-Fenouillères, le club donne son nom à son nouveau Club-House en 1991. Il est le fils de Lucien Vallaeys, footballeur lui aussi puis entraîneur du club dans les années 1970. De même, Philippe Redon commence le football au club avant de devenir professionnel et international avec l'équipe de France. À la fin de sa carrière de joueur, il se reconvertit comme entraîneur. Gilles Guillot, Yvon Ménard et Jean-Luc Pennec, qui rejoignent l'équipe première après seulement une saison en junior, font également partie de cette génération.
Dans les années 1980 et 1990, les promotions successives du club mettent en lumière une nouvelle génération de joueurs. Frédéric Rault qui joue pour le club entre 1981 et 2006 et en équipe première à partir de 1985 avec seulement deux saisons passées au FC Saint-Lô Manche, entre 2001 et 2003. Évoluant au poste de gardien de but, il joue plus de 600 matchs et connaît toutes les montées entre la Division d'Honneur et la Division 3. Il remporte la Coupe de Basse-Normandie en 1992. Aujourd'hui dirigeant du club, il lui arrive de jouer avec les équipes réserves. Stéphane Royer joue au club dont il est l'un des piliers entre 1985 et 1998 au poste de défenseur. Il entraîne désormais les équipes de jeunes du club. Dominique Le Joly, milieu de terrain offensif, joue au club entre 1992 et 1997. Il est l'un des principaux artisans de la montée en National 1 en 1993. Jacques Philip, ancien milieu de terrain professionnel, joue au club entre 1990 et 1994. Il prend part à la victoire en Coupe de Basse-Normandie 1992 et à la montée en Nationale 1 la saison suivante. Yvon Ménard joue au club au poste de défenseur latéral droit entre 1982 et 2002 en étant entraîneur-joueur de l'équipe réserve lors de ces deux dernières années. Après un départ comme dirigeant-vétéran au CS Louvigné-du-Désert, il revient au club en 2007 comme vétéran. Drasko Vukosaveljic, de nationalité yougoslave, est attaquant au club entre 1993 et 2003 avec seulement une parenthèse d'un an au Racing club de France pendant la saison 1998-1999. Il est un attaquant renommé lors de ces saisons.

## Structures du club

### Structures sportives

#### Stades
Le stade René-Fenouillère est le stade de l'équipe première du club. Il a une capacité de 800 places. De nombreux grands joueurs ont foulé sa pelouse. Parmi eux figurent Just Fontaine, Michel Hidalgo et René Bliard en 1958 dans un match amical entre le Stade de Reims et l'US Avranches, Zinédine Zidane, Reynald Pedros et Nicolas Ouédec en 1988 lors du tournoi international juniors de Saint-Malo, Stéphane Guivarc'h en 1993 lors d'un match de championnat entre l'US Avranches et l'En avant Guingamp et, en 1996, la finale du groupe quatre des qualifications pour le championnat d'Europe des nations féminin de 1997 entre l'équipe de France féminine et la Finlande, où a joué Marinette Pichon, première joueuse française professionnelle et meilleur buteur de l'histoire des équipes de France hommes et femmes confondus. En 1993, le stade a accueilli le jubilé de Jean-François Domergue. C'est l'occasion pour les Avranchinais de voir de nombreux joueurs emblématiques comme Michel Platini, Patrick Battiston, Jean Tigana, Alain Giresse, Bernard Lacombe, l'ancien international anglais Graham Rix, Olivier Rouyer, Dominique Rocheteau, le tennisman Yannick Noah, le rugbyman Serge Blanco et l'ancien international néerlandais Johnny Rep. Cet évènement est organisé au stade Fenouillère grâce au président de l'US Avranches, Gilbert Guérin, alors aussi vice-président du Stade Malherbe de Caen et ami de Jean-François Domergue qui était à l'époque joueur du SM Caen. Gilbert Guérin réussit à convaincre celui-ci de faire son jubilé à Avranches. Il s'agit de la plus grosse affluence du stade jamais enregistrée avec 11 600 personnes.
De nombreux grands clubs ont foulé la pelouse du stade en compétition officielle tels le Stade brestois, En avant Guingamp, Le Mans UC, FC Lorient, Paris FC, RC France, FC Rouen, CS Sedan-Ardennes, FC Sochaux-Montbéliard ou encore l'ES Troyes AC.

#### Club-house
Le club-house Éric-Vallaeys est composé de quatre bureaux, un bar, une salle de réunion, un local de rangement, une cuisine équipée, une buanderie, ainsi qu'une buvette extérieure. L'idée de sa construction est venue du président Gilbert Guérin en 1990, après le match de Coupe de France contre le FC Sochaux-Montbéliard. Ce match, joué devant 10 000 spectateurs apporta une importante manne financière au club d'environ 300 000 francs. Le président réussit à convaincre sans mal les dirigeants de construire un club House, une structure alors réservée à l'époque aux seuls clubs professionnels. La mairie prête un terrain municipal pour la construction du club House, dont le chantier commence le 20 septembre 1990 ; plusieurs entreprises de la région font des prix au club pour leurs différents travaux. Les travaux durent 8 mois jusqu'à fin avril 1991. Il est décidé de donner à cet ouvrage le nom d'Éric Vallaeys, en hommage à ce footballeur avranchinais, décédé quelques années auparavant.

#### École d'arbitres
Le club est associé à une école d'arbitres, la première de France. L'idée est venue en 2006 dans le cadre de la section football du lycée d'Avranches. Un des responsables de la formation est Bertrand Layec, arbitre international. Des séances sont aussi tenues par Stéphane Bré et Fredy Fautrel (arbitre de fédérale 1). La fédération française de football a depuis repris l'idée pour créer d'autres écoles en France.

#### Autres équipements
L'USAMSM utilise également plusieurs autres terrains, pour ses autres équipes que les seniors A. La pelouse Nativelle, du nom d'un ancien dirigeant du club, est utilisée pour les matchs des seniors C, des 18 ans et des 15 ans. Le stade Raymond Clouet, éclairé et doté d'une pelouse synthétique en 2004. Elle est utilisée pour les entraînements des seniors, des 18 ans, des 15 ans et des 13 ans. La Plaine de Jeux est destinée aux entraînements de toutes les catégories. Le stade de Précey, situé sur la commune de Précey, a été mis à disposition de l'USAMSM à la suite de la disparition de l'équipe locale. Ce stade est utilisé pour les matchs des équipes de jeune de Promotion d'Honneur et District.

### Aspects juridiques et économiques
Pour la saison 2008-2009 en CFA 2, l'US Avranches dispose d'un budget de 375 000 euros et clôt la saison avec un déficit d'environ 25 000 ◊euros. La montée en championnat de France amateur s'accompagne d'une hausse du budget à 675 000 euros pour la saison 2009-2010. La ville d'Avranches participe à hauteur de 15 % de ce budget, sous forme d'une subvention de 43 000 euros et d'une subvention exceptionnelle de 40 000 euros accordée pour « niveau supérieur de performances ». Le reste du budget provient essentiellement du secteur privé. Les dépenses intègrent notamment la rémunération des deux joueurs semi-professionnels Sylvain Didot et Yoann Bourillon, liés au club par un contrat fédéral, ainsi que celle des joueurs amateurs payés, qui touchent un salaire compris entre 2 500 à 3 000 euros,.
Le club est lié à la ville d'Avranches par une « convention de partenariat », qui comporte des objectifs sportifs pour le club et qui spécifie des subventions à allouer par la ville.